# Комсомольский (Адыгея)
Комсомо́льский (адыг. Комсомольскэр) — посёлок в Кошехабльском муниципальном районе Республики Адыгея России. Входит в состав Дмитриевского сельского поселения.

## Население
| 2002 | 2010 | 2013 | 2014 | 2015 | 2016 | 2017 |
| ---- | ---- | ---- | ---- | ---- | ---- | ---- |
| 179  | ↘169 | ↗170 | ↗171 | ↘158 | ↘157 | ↗158 |
| 2018 | 2019 | 2020 | 2021 | 2023 | 2024 |      |
| ↗159 | ↗160 | ↘153 | ↘139 | ↗143 | ↗147 |      |

### Национальный состав
По данным переписи 2021 года:
| Народ   | Численность, чел. | Доля от всего населения, % |
| ------- | ----------------- | -------------------------- |
| русские | 137               | 98,56 %                    |
| другие  | 2                 | 1,44 %                     |
| всего   | 139               | 100,0 %                    |

## Улицы
| - Зелёная, - Центральная, | - Широкая, - Широкая 2-я. |